# Tracy Austin
Tracy Ann Austin Holt, ameriška tenisačica, * 12. december 1962, Rolling Hills, Kalifornija, ZDA.
Tracy Austin je nekdanja številka ena na ženski teniški lestvici in zmagovalka dveh posamičnih turnirjev za Grand Slam. Dvakrat je osvojila Odprto prvenstvo ZDA, v letih 1979, ko je v dveh nizih premagala Chris Evert, in 1981, ko je v treh nizih premagala Martino Navratilovo. Na turnirjih za Odprto prvenstvo Anglije se ji je uspelo najdlje uvrstiti v polfinale v letih 1979 in 1980, na turnirjih za Odprto prvenstvo Avstralije in Odprto prvenstvo Francije pa v četrtfinale. Leta 1992 je bila sprejeta v Mednarodni teniški hram slavnih. Leta 1980 je bila aprila ter med julijem in novembrom vodilna na ženski lestvici. Po seriji poškodb je kariero končala leta 1994.

## Posamični finali Grand Slamov (2)

### Zmage (2)
| Leto | Turnir               | Nasprotnica v finalu | Rezultat finala     |
| 1979 | Odprto prvenstvo ZDA | Chris Evert          | 6–4, 6–3            |
| 1981 | Odprto prvenstvo ZDA | Martina Navratilova  | 1–6, 7–6(4), 7–6(1) |